# 虎尾郡守官邸
23°42′33″N 120°25′58″E / 23.709146°N 120.432856°E
虎尾郡守官邸，是位於臺灣雲林縣虎尾鎮公安里的日式宿舍，原是日治時期虎尾郡守所居，戰後初期作為法官宿舍，2000年計畫拆除時獲得保留，今列雲林縣歷史建築，以「雲林故事館」之名作展覽活化。

## 歷史

### 早期使用
虎尾驛在虎尾鎮中山路口建立後，因運輸業發達，吸引外地人來此居住與工作，使中山路一帶成虎尾最早開發的街市，南北端分別成為商業與行政中心。包含與虎尾郡役所、虎尾郡守官邸、虎尾合同廳舍、虎尾郡守招待所等都是虎尾郡設置時期的行政建築物。
虎尾郡守官邸基地面積274坪，室內45.3坪，室內有玄關、應接室（客廳）、居間（臥室）、女中間（女僕房）、書齋、台所（廚房）、湯殿（浴室）、廁所、緣側（走廊）。該建物屬虎尾行政官階最高的屋敷（高級別墅），建材以檜木為主，日治時期共有七任郡守在此居住。
戰後初期，舞蹈家林懷民因父親林金生為虎尾區區長，幼時居住於此。1950年，雲林縣治中心搬至斗六市後，當局為平息虎尾人的怨懟，將司法區域設在虎尾，因此大批司法機關人員攜家帶眷來虎尾定居。面積四千多坪的虎尾鎮院前街與公安路，劃為法院及地檢署的宿舍區。1956年4月15日，嘉義地院雲林庭（今雲林地方法院）在虎尾正式運作。虎尾郡守官邸，從該年起撥借作嘉義法院雲林庭庭長宿舍，隨後又作為雲林地方法院院長宿舍。

### 面臨拆除

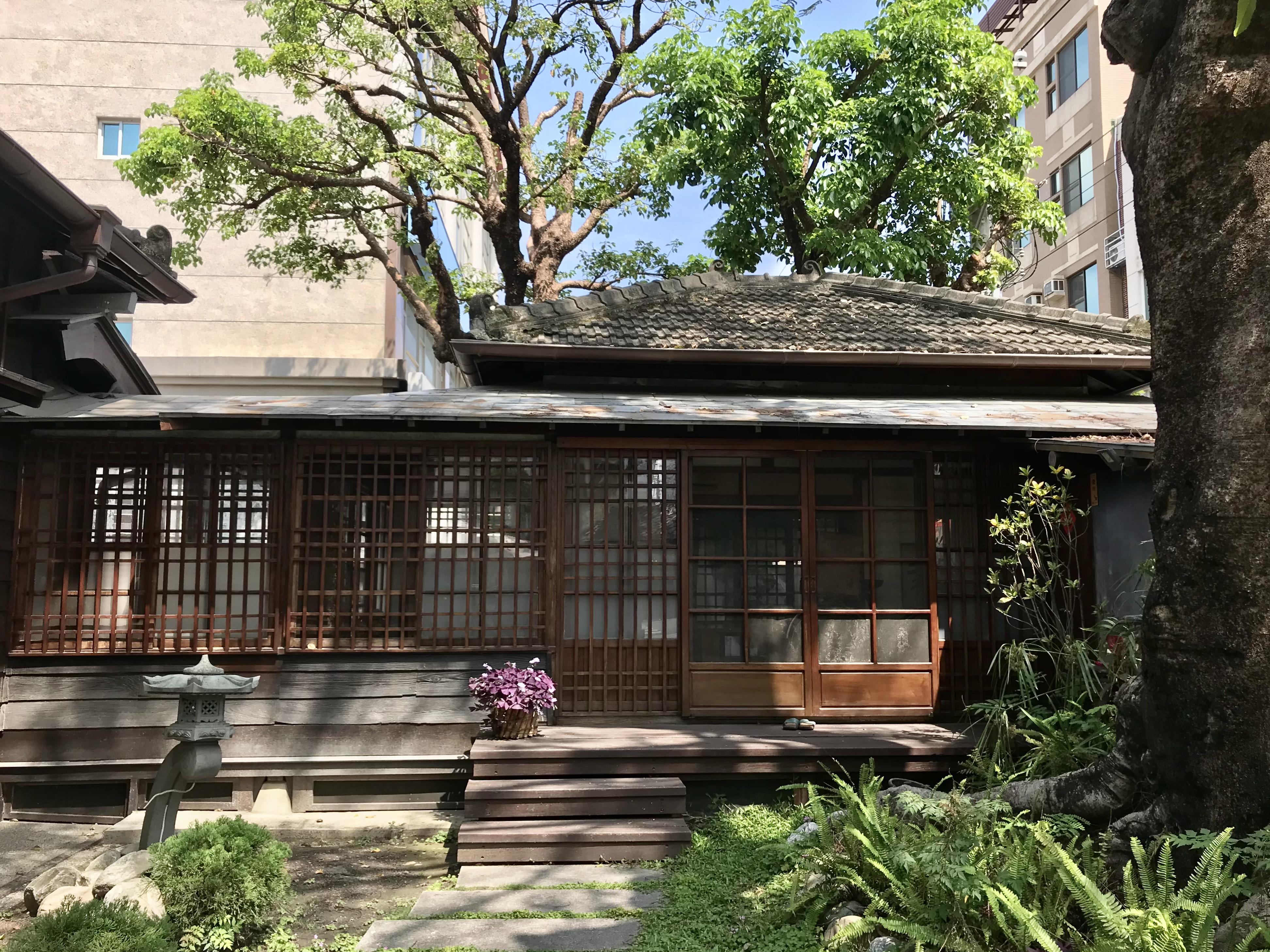
書齋

1996年10月16日，雲林縣政府表示將對雲林地檢署與地方法院宿舍區進行土地重劃，拆除該地宿舍群。地方院長宿舍改設於建國四村後，郡守官邸開始閒置。1999年10月，此舊宿舍所有權歸還縣府。
隨著高鐵雲林站特定區的設立，地方文史團體開始對鎮內日治時代建築物進行大量調查，產生保存聲浪。2000年4月27日，配合呼籲保留郡守官邸的文資團體，縣議員蔡秋敏拜訪縣府財政局及工務局，得知拆除工程尚未發包，認為搶救行動還有空間，計畫拜會縣長張榮味。5月11日，副縣長高孟定主持協調會上，縣府地政局、工務局、農業局、警察局及中華電信、臺灣電力公司、臺灣自來水公司、雲林地檢署、雲林地院及承包商均派員協商。12日，蔡秋敏、李慶隆等縣議員在縣議會提出緊急動議，要求縣府暫緩拆除郡守官邸。13日，張榮味同意該周前往勘查，並邀集縣府相關單位研商保存之可行性。18日下午，張縣長率工務局長許銘文、財政局長黃鈞堂、文化局長邱洋浩、新聞室主任陳瑞德，及蘇明修、林廷隆、鍾松晉、陳木彬、奚三彩等專家學者到現場勘查後，張榮味同意保留。26日，其餘宿舍由高孟定以副縣長身分率隊拆除。

### 修繕活化

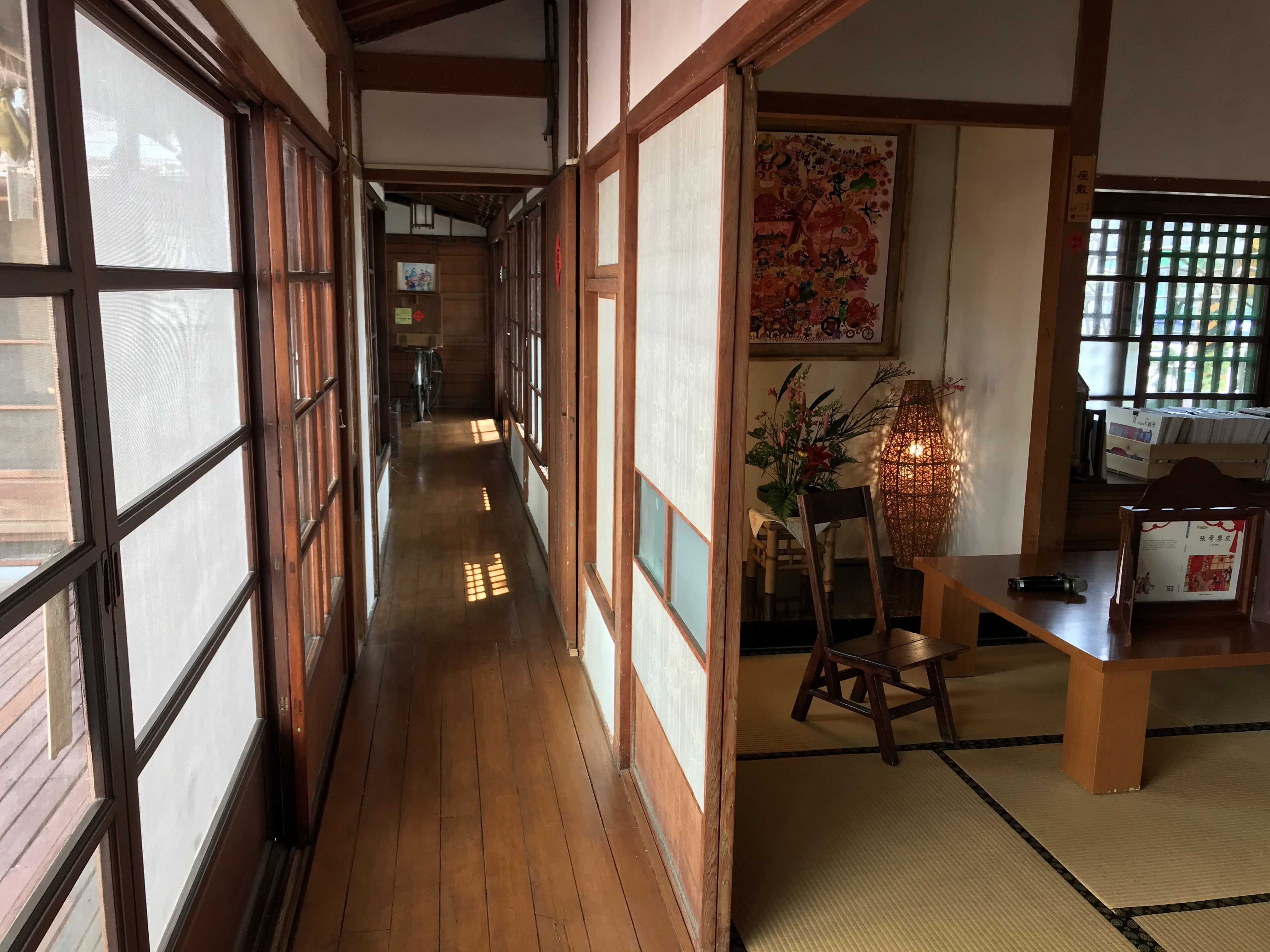
缘側與居間

2001年7月27日，審查委員會同意將虎尾郡役所列為歷史建築物，並向文建會爭取經費補助維修。次年，縣府文化局計畫爭取新台幣一千萬元修繕。2003年官邸整修工程啟動時，1月7日由負責先期規劃設計的雲林科技大學教師劉銓芝勘察，發現木製的建物蟻害嚴重。2006年11月3日，虎尾郡役所、郡守官邸與合同廳舍舉行修繕落成啟用，由文化局長劉銓芝主祭。
2007年3月7日，虎尾郡守官邸掛牌「雲林故事館籌備處」，由雲林故事人協會唐麗芳等人計畫作讓孩童可聽故事、創作故事的文化場所。12月19日，以「雲林故事館」之名正式開館，縣長蘇治芬、文化局長孫福應、教育局長徐明和、作家黃春明、布袋戲偶師黃世志等人參予開幕。2013年6月20日，該建物獲文化部因「公有古蹟歷史建築管理維護獎勵計畫」，頒獎表揚。自此屋為雲林第一座歷史建築活化的成功案例開始，陸續有虎尾郡役所、虎尾合同廳舍、虎尾驛、虎尾涌翠閣、虎尾登記所等館舍的活化，形成現今地方文化人稱的「虎尾文化四館共構」。雲林縣政府文化處也因此成功，陸續成立二崙故事屋、土庫故事屋、古坑故事屋等故事屋。
雲林故事人協會經營十年以來，已出版一百多本故事繪本。其中由黃秀香創作的《那些年這些事》，便是描寫一位曾住於郡守官邸的小女生長大後，在1950年來此尋找兒時居所的真實故事。
2017年9月3日，林懷民重返了幼時居所。

## 外部連結
- 虎尾郡守官邸的Facebook專頁
- 官方网站